# Саму Кошта
Самуе́л Алме́йда Ко́шта (порт. Samuel de Almeida Costa), більше відомий як Саму́ Ко́шта (порт. Samú Costa; нар. 27 листопада 2000, Авейру) — португальський футболіст, півзахисник іспанського клубу «Мальорка» і збірної Португалії.

## Клубна кар'єра

### «Брага»
Виступав за молодіжні команди клубів «Бейра-Мар», «Гафанья» і «Палмейрас», а 2016 році приєднався до футбольної академії «Браги». 2 листопада 2019 року дебютував у складі «Браги Б» у матчі проти «Браганси». В тому ж місяці підписав з «Брагою» професіональний контракт до 2023 року. 25 липня 2020 року дебютував в основному складі «Браги» в матчі португальської Прімейра-ліги проти «Порту».

#### Оренда в «Альмерію»
10 вересня 2020 року відправився в сезонну оренду в іспанський клуб Сегунди «Альмерія» з опцією викупу. 27 вересня дебютував за «Альмерію» в матчі Сегунди проти «Луго», вийшовши в стартовому складі. 24 січня 2021 року в поєдинку Сегунди проти «Сабаделя» забив свій перший гол за клуб. Всього за час оренди провів за «Альмерію» 40 матчів, в яких забив два м'ячі.

### «Альмерія»
10 червня 2021 року перейшов в «Альмерію» на постійній основі, підписавши п'ятирічний контракт. Сума трансферу становила 5,2 млн євро. В сезоні 2021–22 провів 40 матчів, допомігши команді виграти Сегунду і підвищитись в класі.
14 серпня 2022 року в матчі проти мадридського «Реала» дебютував у Ла-Лізі, вийшовши в стартовому складі. 23 вересня 2022 року продовжив контракт з «Альмерією» до 2029 року. 11 лютого 2023 року в матчі проти клубу «Реал Бетіс» забив свій перший гол в Ла-Лізі.

### «Мальорка»
10 серпня 2023 року перейшов в «Мальорку», підписавши п'ятирічний контракт. Сума трансферу становила 3 млн євро. 12 серпня дебютував за «Мальорку» в матчі Ла-Ліги проти «Лас-Пальмаса», вийшовши на заміну Омару Маскарелю. 26 серпня в поєдинку Ла-Ліги проти «Гранади» забив свій перший гол за «Мальорку». В своєму дебютному сезоні провів за команду 39 матчів, дійшовши разом з нею до фіналу Кубка Іспанії, де в підсумку «Мальорка» поступилась «Атлетіку» (Більбао) у серії післяматчевих пенальті.

## Кар'єра в збірній
Виступав за збірні Португалії до 19, до 20 і до 21 року. В липні 2019 року в складі збірної до 19 років грав на чемпіонаті Європи у Вірменії. На турнірі провів три поєдинки, а португальці посіли друге місце, поступившись у фіналі іспанцям.
Влітку 2023 року потрапив в заявку збірної до 21 року на молодіжний чемпіонат Європи, що проходив в Румунії та Грузії. На турнірі зіграв чотири зустрічі, а португальці дійшли до чвертьфіналу, де поступились англійцям.
4 жовтня 2024 року вперше викликаний до збірної Португалії головним тренером Роберто Мартінесом для участі в матчах Ліги націй УЄФА проти збірних Польщі та Шотландії. 12 жовтня в поєдинку проти Польщі дебютував за збірну Португалії, вийшовши на заміну Бернарду Сілві.

## Статистика виступів

### Клубна статистика
Станом на 22 квітня 2025
| Клуб              | Сезон             | Чемпіонат         | Чемпіонат | Чемпіонат | Кубок | Кубок | Кубок ліги | Кубок ліги | Єврокубки | Єврокубки | Інші  | Інші | Всього | Всього |
| Клуб              | Сезон             | Дивізіон          | Матчі     | Голи      | Матчі | Голи  | Матчі      | Голи       | Матчі     | Голи      | Матчі | Голи | Матчі  | Голи   |
| ----------------- | ----------------- | ----------------- | --------- | --------- | ----- | ----- | ---------- | ---------- | --------- | --------- | ----- | ---- | ------ | ------ |
| Брага Б           | 2019–20           | Третя ліга        | 12        | 0         | —     | —     | —          | —          | —         | —         | —     | —    | 12     | 0      |
| Брага             | 2019–20           | Прімейра-ліга     | 1         | 0         | 0     | 0     | 0          | 0          | 0         | 0         | —     | —    | 1      | 0      |
| → Альмерія        | 2020–21           | Сегунда Дивізіон  | 35        | 2         | 3     | 0     | —          | —          | 0         | 0         | 2     | 0    | 40     | 2      |
| Альмерія          | 2021–22           | Сегунда Дивізіон  | 38        | 0         | 2     | 0     | —          | —          | —         | —         | —     | —    | 40     | 0      |
| Альмерія          | 2022–23           | Ла-Ліга           | 32        | 1         | 1     | 0     | —          | —          | —         | —         | —     | —    | 33     | 1      |
| Альмерія          | Всього            | Всього            | 105       | 3         | 6     | 0     | 0          | 0          | 0         | 0         | 2     | 0    | 113    | 3      |
| Мальорка          | 2023–24           | Ла-Ліга           | 34        | 1         | 5     | 0     | —          | —          | —         | —         | —     | —    | 39     | 1      |
| Мальорка          | 2024–25           | Ла-Ліга           | 27        | 0         | 0     | 0     | —          | —          | —         | —         | 1     | 0    | 28     | 0      |
| Мальорка          | Всього            | Всього            | 61        | 1         | 5     | 0     | 0          | 0          | 0         | 0         | 1     | 0    | 67     | 1      |
| Всього за кар'єру | Всього за кар'єру | Всього за кар'єру | 179       | 4         | 11    | 0     | 0          | 0          | 0         | 0         | 3     | 0    | 193    | 4      |

1. ↑  Матчі в плей-оф Сегунди Дивізіону
2. ↑  Матчі в Суперкубку Іспанії

### Міжнародна статистика
Станом на 15 листопада 2024 
| Збірна            | Сезон             | Товариські | Товариські | Офіційні | Офіційні | Всього | Всього |
| Збірна            | Сезон             | Матчі      | Голи       | Матчі    | Голи     | Матчі  | Голи   |
| ----------------- | ----------------- | ---------- | ---------- | -------- | -------- | ------ | ------ |
| Португалія        |                   |            |            |          |          |        |        |
| 2024              | 0                 | 0          | 2          | 0        | 2        | 0      |        |
| Всього за кар'єру | Всього за кар'єру | 0          | 0          | 2        | 0        | 2      | 0      |

### Матчі за збірну
Станом на 15 листопада 2024 
| Матчі Саму Кошти за збірну Португалії | Матчі Саму Кошти за збірну Португалії | Матчі Саму Кошти за збірну Португалії | Матчі Саму Кошти за збірну Португалії | Матчі Саму Кошти за збірну Португалії | Матчі Саму Кошти за збірну Португалії | Матчі Саму Кошти за збірну Португалії | Матчі Саму Кошти за збірну Португалії |
| №                                     | Дата                                  | Суперник                              | Рахунок                               | Голи                                  | Картки                                | Хвилини                               | Змагання                              |
| ------------------------------------- | ------------------------------------- | ------------------------------------- | ------------------------------------- | ------------------------------------- | ------------------------------------- | ------------------------------------- | ------------------------------------- |
| 1                                     | 12 жовтня 2024                        | Польща                                | 2–1                                   |                                       |                                       | 1'                                    | Ліга націй УЄФА 2024–25 (A)           |
| 2                                     | 15 листопада 2024                     | Польща                                | 5–1                                   |                                       |                                       | 13'                                   | Ліга націй УЄФА 2024–25 (A)           |

Всього: 2 матчі / 0 голів; 2 перемоги, 0 нічиїх, 0 поразки.

## Досягнення
«Альмерія»
- Переможець Сегунди Дивізіону: 2021–22[42][43]